# Bart Drechsel
Bart Drechsel (ur. 24 września 1952) – bobsleista z Antyli Holenderskich. Reprezentował Antyle Holenderskie na Zimowych Igrzyskach Olimpijskich 1988.

## Występ na ZIO 1988
Bart Carpentier Alting i Bart Drechsel reprezentowali Antyle Holenderskie w bobslejach na Zimowych Igrzyskach Olimpijskich 1988, które odbywały się w kanadyjskim Calgary. Wystartowali oni w dwójce mężczyzn. Rywalizacja rozpoczęła się 20 lutego do której przystąpiło czterdzieści jeden ekip z dwudziestu trzech krajów. Uzyskiwali czasy odpowiednio w pierwszym – 59,60, drugim – 1:00,78, trzecim - 1:01,95 i czwartym – 1:01,40. Ich łączny czas wynosił 4:03,73. Ostatecznie zajęli dwudziestą dziewiątą pozycję. Rywalizacja zakończyła się 20 lutego, którą ukończyło trzydzieści osiem dwójek. Zwyciężyła pierwsza dwójka Związku Radzieckiego (Władimir Kozłow/Jānis Ķipurs). 
| Konkurencja     | Zawodnicy                            | Zjazd 1. | Zjazd 2. | Zjazd 3. | Zjazd 4. | Łącznie | Miejsce |
| --------------- | ------------------------------------ | -------- | -------- | -------- | -------- | ------- | ------- |
| Dwójka mężczyzn | Bart Carpentier Alting Bart Drechsel | 59,60    | 1:00,78  | 1:01,95  | 1:01,40  | 4:03,73 | 29.     |